# Studentpartiet - Kommunpartiet Studenterna
Studentpartiet - Kommunpartiet Studenterna (KS) var ett lokalt politiskt parti som var registrerat för val till kommunfullmäktige i Lunds kommun. Partiet fick 2,1 % av rösterna och ett mandat i Lunds kommunfullmäktige vid valet 1998. Inför valet 2002 meddelade partiet att man inte skulle ställa upp igen.

## Historik
Studentpartiet bildades som ett tvärpolitiskt parti våren 1998 av studentkårsaktiva vid Lunds universitet. Man ansåg att samtliga partier i kommunfullmäktige ignorerade studenterna som kommunmedborgare och avsåg att synliggöra studentgruppens frågor till valet 1998. Partiet drev frågor som fler småbostäder, bättre kollektivtrafik och upprättande av ett kommunalt studentråd som en mötesplats mellan kommunpolitiker och studentföreträdare. På valsedeln fick kandidaterna presentera sig med politisk tillhörighet som t.ex. "borgerlig", "sosse" eller "vänsterliberal". Partisymbol var en magnoliablomma och partiets färg var rosa.
Vid kommunalvalet 1998 fick partiet 2,1 % av rösterna och ett av 65 mandat i kommunfullmäktige. Mandatet berättigade inte partiet till poster i nämnder och utskott, men tack vare ett samarbetsavtal med tre av de fyra partier som bildade majoritet i kommunfullmäktige efter valet 1998 (Moderaterna, Folkpartiet och Kristdemokraterna) fick Studentpartiet insynsposter i kommunstyrelsen och ett antal nämnder och utskott. Till grund för samarbetsavtalet låg att Studentpartiet stödde ett avskaffande av kommundelsnämnderna, vilket det fjärde partiet i majoritetskoalitionen (Centern) var emot.
Inför valet 2002 meddelade Studentpartiet att man inte skulle ställa upp igen. Istället bildades Studentpartiets stiftelse för ett studentvänligare Lund, en organisation som förvaltar rätten till partibeteckningen Studentpartiet och partiets tillgångar, samt delar ut Årets magnolia, ett pris till individer eller grupper som gjort något betydande för studenterna i Lund under varje år.

## Valresultat
| År   | %    | Mandat  |
| ---- | ---- | ------- |
| 1998 | 2,09 | 1 av 65 |